# Церковь Великомученика Никиты (Тверь)
Церковь Великомученика Никиты — православный храм в Твери. Расположен в Затверечье, у пересечения улиц Шишкова, Старобежецкой и 1-го Клубного переулка.

## История храма
Никитская церковь упоминается в писцовых книгах 1628 года.
В 1739 году деревянная церковь пришла в негодность.
Каменная церковь построена на средства тверских купцов С. Волынского, Г. и Д. Болдыревых и вклады прихожан. Освящена в 1764 году, в день святого Никиты. В 1774 году к церкви был пристроен и освящён южный придел во имя святого Димитрия Солунского, который в 1820—1825 годах был перестроен и расширен. В 1872—1875 годах к церкви был пристроен северный придел. В наружном убранстве приделов приемы позднего барокко сочетаются с формами классицизма. Храм является одной из доминант Затверецкой части Твери. Последний ремонт церкви состоялся в 1926 году. Закрыт в 1930-е годы. Позднее была снесена колокольня.

## Архитектура
Каменная церковь в стиле барокко с объемной композицией «восьмерик на четверике» построена на месте деревянной. Кирпичные стены оштукатурены, цоколь белокаменный. Северный придел зеркально повторяет южный. От колокольни уцелел только нижний ярус.
Храм перекрыт восьмилотковым сводом. Алтарь пятигранный, отличающийся от более ранних тверских церквей.
Проводилась реставрация церкви Калининской областной специальной научно-реставрационной производственной мастерской (КОСНРПМ), ныне «Тверьпроектреставрация».

## Храм сегодня
С 5 декабря 2018 года Тверской митрополией определено образовать Местную религиозную организацию православный приход храма великомученика Никиты г. Твери.
С начала 2019 года началось восстановление храма по проекту Тверьреставрация. Настоятелем храма стал протоиерей Георгий Белодуров.